# マイケル・ブラウン (天文学者)

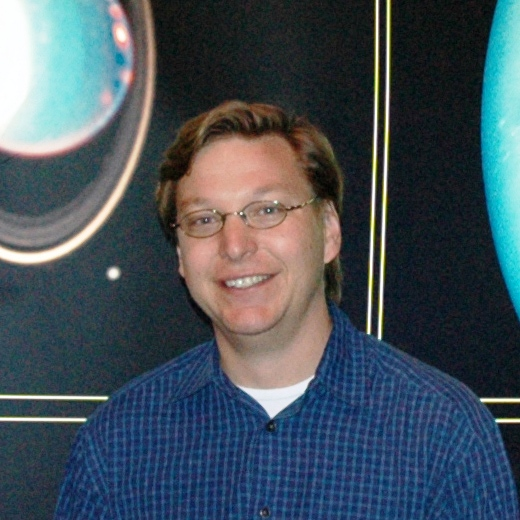
マイケル・ブラウン

マイケル・E・ブラウン（Michael E. Brown, 1965年6月5日 - ）は、アメリカ合衆国の天文学者。
カリフォルニア工科大学比較惑星進化センター長。

## 来歴
アラバマ州ハンツビル出身。1987年にプリンストン大学で物理学の学位を修得し、1990年にはカリフォルニア大学バークレー校で天文学の修士号を、1994年には同大学で天文学の博士号を修得した。1997年からカリフォルニア工科大学の講師として教鞭を執り、2002年に同大学の助教授に昇格した。2012年カヴリ賞宇宙物理学部門受賞。

## 業績
ブラウンは数多くの太陽系外縁天体を発見しており、世界で初めて冥王星よりも大きな海王星以遠天体 エリス を発見したことで有名である。また、太陽系の10番目の惑星ではないかと話題になったセドナを発見したことでも知られている。
2005年7月29日にスペイン・シエラ・ネバダ天文台のホセ・ルイス・オルティス率いる研究グループが新たなエッジワース＝カイパー・ベルト天体である2003 EL61（のちのハウメア）を発見したと発表したが、ブラウンらの研究グループもこの天体を発見し、「サンタ」という愛称を付して1年間観測を続けていた（公表はしていなかった）。なお、ブラウンはこの発見の手柄をオルティスらに帰すことを支持している。
ブラウンが発見した海王星以遠天体は、次の通り。
- クワオアー - 2002年6月4日に、トルヒージョとともに発見。
- 2002 VR128 - 2002年11月3日に、トルヒージョとともに発見。
- セドナ - 2003年11月14日に、トルヒージョ、ラビノウィッツとともに発見。
- オルクス - 2004年2月17日に、トルヒージョ、ラビノウィッツとともに発見。
- エリス - 2005年1月8日に、トルヒージョ、ラビノウィッツとともに発見。
- マケマケ - 2005年3月31日に、トルヒージョ、ラビノウィッツとともに発見。

これらの天体、特にエリスの発見は冥王星の分類を巡る議論を巻き起こした。結果的に冥王星は2006年をもって惑星から準惑星へ分類が変更された。この業績からブラウンは冗談半分に「冥王星キラー (Pluto killer)」と呼ばれることがあり、本人のTwitterでのユーザ名も@plutokillerとなっている。
2016年1月20日、ブラウンはコンスタンティン・バティギンとともに、いくつかの太陽系外縁天体の軌道に関する研究結果から、大型天体「プラネット・ナイン」が存在するとする間接的な証拠を発表。太陽系外縁に存在すると提唱されている大型の惑星（おそらくは天王星型惑星）で、発見に向け観測が行われているが、2019年の時点では「プラネット・ナイン」と思われる天体の観測報告はされていない。

## 著書

### 原著
- Brown, Mike (2010). How I Killed Pluto and Why It Had It Coming. Spiegel & Grau

### 日本語訳書
- マイク・ブラウン 著、梶山あゆみ 訳『冥王星を殺したのは私です（英語版）』飛鳥新社、2012年。ISBN 978-4864101622。 (How I Killed Pluto and Why It Had It Comingの翻訳）